# Maria Nikolaevna O’Rourke
La condesa Maria Tarnowska (o Tarnowskaya, Tarnovska, etc.; 9 de junio de 1877, Poltava, Imperio ruso - 23 de enero de 1949, Santa Fe, Argentina), nacida como Maria Nikolaevna O'Rourke (transcripción fonética rusa, Orurk), fue una convicta rusa. Era hija del conde Nikolay Moritsevitch O'Rourke, un oficial naval ruso de ascendencia irlandesa y su segunda esposa Ekaterina Seletska, una noble de origen cosaco. Ganó notoriedad internacional al ser juzgada por conspirar e instigar el asesinato de uno de sus amantes. Su juicio de 1910 en Venecia y su posterior condena atrajeron la atención de los medios de ambos lados del Atlántico y se convirtieron en tema de varios libros de autores como Annie Vivanti y Hans Habe, entre otros.

## Biografía
Después de casarse con el aristócrata ruso Wassily Tarnowski (1872-1932) a la edad de diecisiete años y dar a luz a un hijo, Wassily (n. 1895), y una hija, Tatyana (1898-1994), se involucró románticamente con varios otros hombres. También era conocida por abusar de estupefacientes como la morfina.
En 1907 en Venecia, uno de los amantes de Tarnowska, Nicholas Naumov (también deletreado Naumoff), mató a otro de sus amantes, el conde Pavel Kamarovsky, supuestamente por instigación suya. La condesa Tarnowska, como la llamaban comúnmente, fue detenida ese mismo año en Viena y trasladada a la penitenciaría de La Giudecca en Venecia, donde se iba a celebrar el juicio.
El juicio, denominado localmente «el caso ruso» (il caso russo), comenzó el 14 de marzo de 1910 y finalizó el 20 de mayo del mismo año, con la condena de ambos acusados. Maria Tarnowska fue declarada culpable, pero fue condenada a cumplir una pena relativamente leve de solo ocho años de prisión, gracias a una ingeniosa defensa (fue una de las primeras en incluir un análisis freudiano de la personalidad y los motivos del acusado) y, posiblemente, debido a la indulgencia del juez presidente.
Fue trasladada a la penitenciaría de Trani, al sur de Italia, y liberada en 1915.
Los relatos de la vida de Tarnowska después de su liberación son, en el mejor de los casos, incompletos. Se sabe – que en compañía de un diplomático estadounidense – emigró a Estados Unidos poco después de su liberación bajo el nombre supuesto de «Nicole Roush». En 1916 vivía en Buenos Aires con un nuevo amante, el francés Alfred de Villemer, y se hacía llamar «Madame de Villemer». Hay relatos de ella dirigiendo una tienda que vende seda y otras galas.
Alfred de Villemer murió en 1940; Maria murió el 23 de enero de 1949. Su cuerpo fue transportado de regreso a Ucrania, entonces dentro de la Unión Soviética, donde fue enterrada en el sepulcro familiar.

## En la cultura popular
Luchino Visconti trabajó en un tratamiento para una película que se llamaría Il processo di Maria Tarkowska (El juicio de Maria Tarkowska), aunque nunca fue llevada a cabo.